# Бернанд, Фрэнсис Коули
Сэр Фрэнсис Коули Бернанд (англ. Francis Cowley Burnand; 29 ноября 1836, Рамсгит — 21 апреля 1917) — британский писатель
, драматург, либреттист
, редактор, журналист.

## Биография
Образование получил в Итонском колледже и Тринити-колледже в Кембридже.
Автор комических и сатирических произведений, популярных юморесок (серия «Счастливые мысли») в журнале «Панч», редактором которого он был с 1880 по 1906 год, а также пародий и драматических адаптаций, таких как «Черноглазая Сьюзен» (1866) и «Полковник» (1881).

## Избранные произведения
- My Time and What I’ve Done with It (1874);
- Personal Reminiscences of the A.D.C., Cambridge, (1880);
- The Incomplete Angler (1887);
- Very Much Abroad (1890);
- Rather at Sea (1890);
- Quite at Home (1890);
- The Real Adventures of Robinson Crusoe (1893);
- Records and Reminiscences, (1904);
- The Fox’s Frolic: or, a day with the topsy turvy hunt, illustrated by Harry B. Neilson (1917).